# Ficus mollissima
Ficus mollissima är en mullbärsväxtart som beskrevs av Henry Nicholas Ridley. Ficus mollissima ingår i släktet fikonsläktet, och familjen mullbärsväxter. Inga underarter finns listade i Catalogue of Life.